# Theodor Faigl
Theodor Faigl (* 24. Dezember 1860 in Neumarkt in der Oberpfalz; † im 20. Jahrhundert) war ein deutscher Verwaltungsjurist und Bezirksamtsvorstand in Mainburg und Weilheim.

## Leben
Theodor Faigl war der Sohn eines Kaufmanns aus Neumarkt und besuchte das Königliche humanistische Gymnasium in Amberg.
Nach dem Abitur studierte er Rechtswissenschaften und leistete den dreijährigen Vorbereitungsdienst (Referendariat) beim Amtsgericht München I, Landgericht Regensburg, Bezirksamt Regensburg und bei einer Anwaltskanzlei in Nürnberg. Im Dezember 1887 machte er das Große juristische Staatsexamen und wurde geprüfter Rechtspraktikant beim Amtsgericht Regensburg und später bei der Regierung von Mittelfranken, wo er in der Kammer des Innern eingesetzt war. Bevor Faigl am 1. Oktober 1901 Bezirksamtsvorstand mit der Amtsbezeichnung Bezirksamtmann in Mainburg wurde, war er Assessor in Rottenburg und Deggendorf.
In Mainburg blieb er bis zu seinem Wechsel zum 1. November 1910 als Bezirksamtsvorstand nach Weilheim. Dieses Amt hatte er bis zu seiner Verabschiedung in den Ruhestand zum 1. Juli 1925 inne.
Im Januar 1911 hatte er dort die Versammlung zur Gründung der freiwilligen Sanitätskolonne einberufen. Am 11. November 1923 stellte Faigl für den nach dem gescheiterten Hitlerputsch bereits verhafteten Adolf Hitler einen Schutzhaftbefehl aus, der Grundlage für die Aufnahme Hitlers als Schutzhäftling in der Haftanstalt Landsberg war.